# Darko Todorović
Darko Todorović (ur. 5 maja 1997 w Bijeljinie) – bośniacki piłkarz grający na pozycji obrońcy w Achmacie Grozny, do którego został wypożyczony z Red Bull Salzburg.

## Życiorys
Jest wychowankiem Slobody Tuzla. W jej seniorskim zespole występował w latach 2015–2018. 10 lipca 2018 odszedł za 450 tysięcy euro do austriackiego Red Bull Salzburg. W Bundeslidze zadebiutował 11 sierpnia 2018 w wygranym 2:0 meczu z Austrią Wiedeń. Do gry wszedł w 73. minucie, zastępując Andreasa Ulmera. Od 25 lipca 2019 do 30 czerwca 2020 przebywał na wypożyczeniu w niemieckim Holsteinie Kiel. 11 sierpnia 2020 został wypożyczony do Hajduka Split.
W reprezentacji Bośni i Hercegowiny zadebiutował 29 stycznia 2018 w zremisowanym 0:0 towarzyskim spotkaniu ze Stanami Zjednoczonymi.